# Trioxys bajariae
Trioxys bajariae är en stekelart som först beskrevs av Gyorfi 1958.  Trioxys bajariae ingår i släktet Trioxys och familjen bracksteklar. Inga underarter finns listade i Catalogue of Life.